# تازولت
تَازُولْت بلدية ودائرة في ولاية باتنة بالجزائر.

## معرض الصور

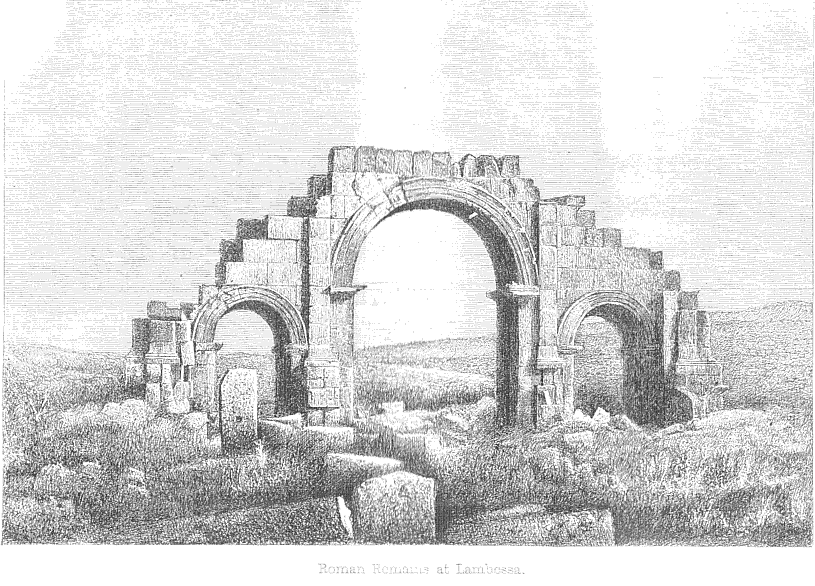
حصن تازولت
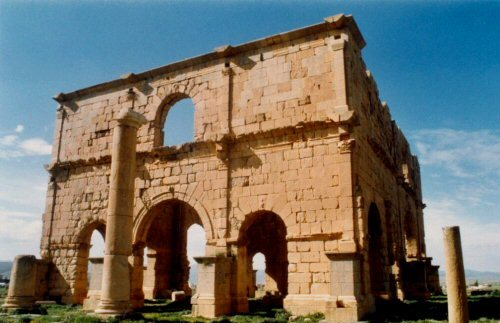
تازولت لمبيز